# Askier Orszokdugow
Askier Gisowicz Orszokdugow (ros. Аскер Гисович Оршокдугов; ur. 8 października 1991) – rosyjski zapaśnik startujący w stylu klasycznym. Drugi w Pucharze Świata w 2015. Mistrz Europy juniorów w 2011, wicemistrz świata juniorów w 2010 roku.